# 永井秀彦
永井 秀彦（ながい ひでひこ、1962年8月15日 - ）は、日本のロック・ミュージシャン。
ザ・ショッカーズに始まり、ヒデ＆ビリー、バケラッタ、そして現在はぶどう÷グレープのリーダーとして活躍中。ぶどう÷グレープでの名前は「ながい÷グレープ」。ヒデヒコ名義でソロ活動も行っている。

## 来歴

### ザ・ショッカーズ
1981年
- ポスト・パンクムーブメントの中、永井秀彦、久保田亮、中村達也の3人でザ・ショッカーズを結成。名古屋のライブハウスELLを拠点として精力的にライブ活動を展開。ルースターズ、S-KEN、イミテーション等のツアー・サポートを務め話題となる。

1982年
- 東京ロッカーズのゴッドファーザー、S-KENプロデュースのもと、目黒マッドスタジオにて初レコーディング（事務所とのトラブルにより未発売）。

1985年
- メンバーチェンジ後、ELLレーベルのオムニバスレコード「DANCE&BEAT'85」に参加。発売記念ライブを名古屋市芸術創造センターにて行う。

1987年
- アンジー、ローザ・ルクセンブルグとの共演。FM三重にてラジオ番組のパーソナリティとしてレギュラーを務める。

1990年
- トランジスタ・レコードよりザ・ショッカーズ初のCD「触角の唄」を発表。

1991年
- 永井秀彦詩集「橋ができたよ」発表。京都のライブハウス「拾得」にてマンスリー・ライブ。

### ヒデ＆ビリー
1992年
- ザ・ショッカーズのメンバー、永井とビリーによってアコースティック・デュオ、ヒデ＆ビリー活動開始。ミスターチルドレンと共演。

1993年
- 近藤房之助、喜納昌吉、加川良など、日本の大御所アーティストと共演。

### バケラッタ
1995年
- ヒデ＆ビリーにリズム隊が加わる形で発展し、バケラッタに。ドラマー、村上太一もこの時から参加。

1997年
- 4月に1stアルバム「スペイン」、10月にマキシ・シングル「COLLECTION」をTOKYO MOR/VIVID SOUNDより発表。ベーシスト、松井保浩の加入もこの年から。

1998年
- 11月に2ndアルバム「フロイコ」(VIVID SOUND)発表。キーボーディスト、山田ミドリの加入もこの年から。

1999年
- サエキけんぞうプロデュースによるオムニバス・アルバム「DRIVE FROM 2000」(徳間ジャパンコミュニケーションズ)に参加。バケラッタの提供曲は「ロケットでGO！」「おしゃべりパイン」。
- 東名阪ツアー＆新宿ロフトにて7日間にわたり行われたイベント「DRIVE TO 2000」にも参加。

2000年
- ELLにてヒカシュー、大正九年とのジョイントライブ。

### ぶどう÷グレープ
2001年
- モデルやラジオのパーソナリティとして活躍していた、近藤久美子をヴォーカルに迎え、POPでキャッチーでパンクでアバンギャルドなバンド、ぶどう÷グレープの活動へ移行していく。

2002年
- 永井秀彦40才記念ライブ（ザ・ショッカーズ、ヒデ＆ビリー、バケラッタ、ぶどう÷グレープという過去からの全ユニットでの演奏）を行う。

2005年
- フラワーカンパニーズの鈴木圭介等多彩なゲストを迎え1stアルバム「恋人はこうしてつくる」(TOKYO MOR/VIVID SOUND)発表。

2006年
- サエキけんぞう作詞による「ボタンを押し直せ」を含む2ndアルバム「そこから☆でてきなさい」(TOKYO MOR/VIVID SOUND)発表。

2007年
- サエキけんぞう作詞による「涙のターニングP」を含む3rdアルバム「おとなたち×こどもたち」(TOKYO MOR/VIVID SOUND)発表。
- パール兄弟との東名阪ツアーの成功、リクルート社、タウンページのCMソングに「タカラノシマへ」（作詞：サエキけんぞう）が起用された。

2008年
- ＜USAツアー＞テキサス州ダラスにて行われる、音楽、アニメ、映画等のサブカルチャーを紹介する大きなフェスティバル「A-KON 19」に出演。数千人の観客を歓喜させた。その他、ニューヨークの有名ライブハウス、KNITTING FACTORYなどにも出演。
- USA編集盤ベストアルバム「JUICE!」アメリカにて発表。
- クロード・フランソワ・トリビュート・アルバム「CLO CLO MADE IN JAPAN」(Columbia Music Entertainment)に参加。フランス、日本で同時リリース。
- 4thアルバム「愛もれ」(TOKYO MOR)発表。
- ミニアルバム「FIVE HITS & DUST」(TOKYO MOR)発表。

2009年
- ぶどう÷グレープのUSAツアーの模様を収めた写真集がアメリカで発売される。
- 5thアルバム「秘密ギャラリー」(TOKYO MOR)発表。

2010年
- 最初のバンドである、ザ・ショッカーズをオリジナルメンバーにて再結成。3度のライブを行う。

2011年
- 野宮真貴、サエキけんぞう等と京都、名古屋にてジョイント・ライブを行う。
- ミドリ÷グレープ（山田ミドリ）、ぶどう÷グレープを卒業。後任として74÷グレープ加入。

2012年
- 6thアルバム「彼の名前を思いだせない」(TOKYO MOR)発表。
- 永井秀彦50才記念ライブ（ザ・ショッカーズ、ヒデ＆ビリー、ぶどう÷グレープの共演）を行う。
- ＜UKツアー＞Brighton、London、Manchesterの3公演を盛況のうちに終える。

2013年
- つボイノリオ、サエキけんぞうと共にイベント「聞けば聞くほどスパムメール天国」を行う。
- 11月、2度目のイギリスツアー(計4公演)の成功。
- 11月には、自身の音楽人生を綴ったエッセイ集、永井秀彦著「経済に負けないロックバンド人生 ー反省時間は終わりにしようー」(クリタ舎)を発表。
- この頃より、ヒデ＆ビリーやソロ(ヒデヒコ名義)の活動も活発になってゆく。

2014年
- 6月、2年ぶり、7thアルバム「アムステルダム」(TOKYO MOR)発表。
- 10月、2013年に続き、円頓寺秋のパリ祭に参加。
- 11月には、2015年のCDデビュー10周年記念企画第1弾として、デビュー前の未発表音源「アイル」を無料配布。

2015年
- 1月、「あがた森魚弾き語りライヴツアー名古屋スペシャル」にゲストとして参加。あがた森魚のバックバンドも努める。
- 3月、CDデビュー10周年記念企画第2弾「ぶどう÷グレープ 2 NEW SINGLES!!!」として配信限定で、「４３２１火をつけろ」、「残酷なやさしさ」発表。以降シリーズとして全10曲発表する。
- 5月、配信限定シングル第2弾「今日の彼、明日の私」、「博士に相談」発表。
- 7月、「CBCラジオ 夏まつり」に参加。つボイノリオと共演。
- 8月、配信限定シングル第3弾「運命のバス」、「暗号」発表。
- 10月、名古屋 今池 Tokuzoにてジューシィ・フルーツ、サエキけんぞうと共演。同月、Kero Kero Bonitoの来日公演(名古屋)にも参加。
- 11月、配信限定シングル第4弾「階段ごっこ」、「マインド ミュージアム」発表。

2016年
- 3月、配信限定シングル第5弾「時間差両思い」、「GO! GO! TAICHI」発表。
- 6月、東京 渋谷 Last Waltzにて行われた「TOKYO MOR 6th stage」においてジューシィ・フルーツと再度共演。
- 10月、「ハルメンズXの伝説ツアー」(京都、名古屋公演)に参加。
- ぶどう÷グレープからの派生ユニット、パールドラゴン(永井秀彦+松井保浩+村上太一)での活動も活発になる。
- 11月、3度目のイギリスツアー(計4公演)の成功。
- 12月、配信限定シングルを集めたものに新曲を加えた8thアルバム「おやつの隠し場所」(TOKYO MOR)発表。

2017年
- 6月、「TOKYO MOR 7th stage」にて、UD-ZERO SHINOBU NARITA(アーバン･ダンス成田忍ソロ)、A.C.E.(Takashi Tajima + Asato Yasui)と共演。
- 8月、永井秀彦(ながい÷グレープ)55歳記念ライブ「ついに55才 GO! GO! ショッカーズ」(出演：ザ・ショッカーズ/ぶどう÷グレープ)開催。 同時にザ・ショッカーズとしてレコーディングされた新曲、旧曲に加え、当時のスタジオ音源やライブ音源を収めた、ザ・ショッカーズ「夢の夢の夢」(TOKYO MOR)を発表。
- 10月、 海外から名古屋を訪れるひとのためのポータルサイト「NAGMAG」 のイベント「The Nagoya BUZZ with Budo Grape」、半田赤レンガ建物にて行われた「カブトビールナイト」 、「ヒョンな道行き二人のパール兄弟ツアー名古屋編」 に参加。